# Evgueni Lounguine
Evgueni Lounguine est un réalisateur russe né à Moscou le 15 septembre 1960.

## Biographie
Evgueni Lounguine, comme son frère Pavel, est né à Moscou.
Après ses études à l'École nationale supérieure de théâtre de Moscou (GITIS) dont il est diplômé en 1983, il travaille à Paris pour la télévision, la radio et la presse, devenant également traducteur et réalisateur de documentaires en vidéo.
Son premier long métrage de fiction, Des anges au paradis (1993) - « un film stupéfiant d'Evgueni Lounguine sur une adolescence vertige à Leningrad » selon Philippe Azoury -, est distingué en 1999 au Festival du cinéma russe à Honfleur où il obtient le Grand prix.

## Filmographie
- 1993 : Des anges au paradis (Ангелы в раю)
- 2008 : La Meilleure Soirée

## Récompenses
- Grand prix et meilleur scénario au Festival du cinéma russe à Honfleur 1999 pour Des anges au paradis

## Publication
- Voyage en alphabet, Pierre Horay, 1995